# Epigenètica del càncer
L'epigenètica del càncer comprèn totes les modificacions que, sense alterar la seqüència de nucleòtids estan implicades en el desenvolupament del càncer. Aquestes comporten canvis d'expressió en el codi genètic de les cèl·lules canceroses, proporcionant-los eines per sobreviure. Darrere de l'aparició de diferents tipus de càncer, s’han identificat diversos mecanismes epigenètics com les modificacions d'histones, la metilació de l'ADN, la remodelació de la cromatina i la regulació de l'ARN no codificant.
La “reprogramació epigenètica no mutacional” ha estat incorporada en la llista de distintius del càncer, ressaltant la seva implicació en el desenvolupament i progressió de la malaltia. Així doncs, l'estudi de l'epigenoma del càncer resulta de gran rellevància per al diagnòstic, prevenció i teràpia contra el càncer.

## Vies epigenètiques connectades amb el càncer

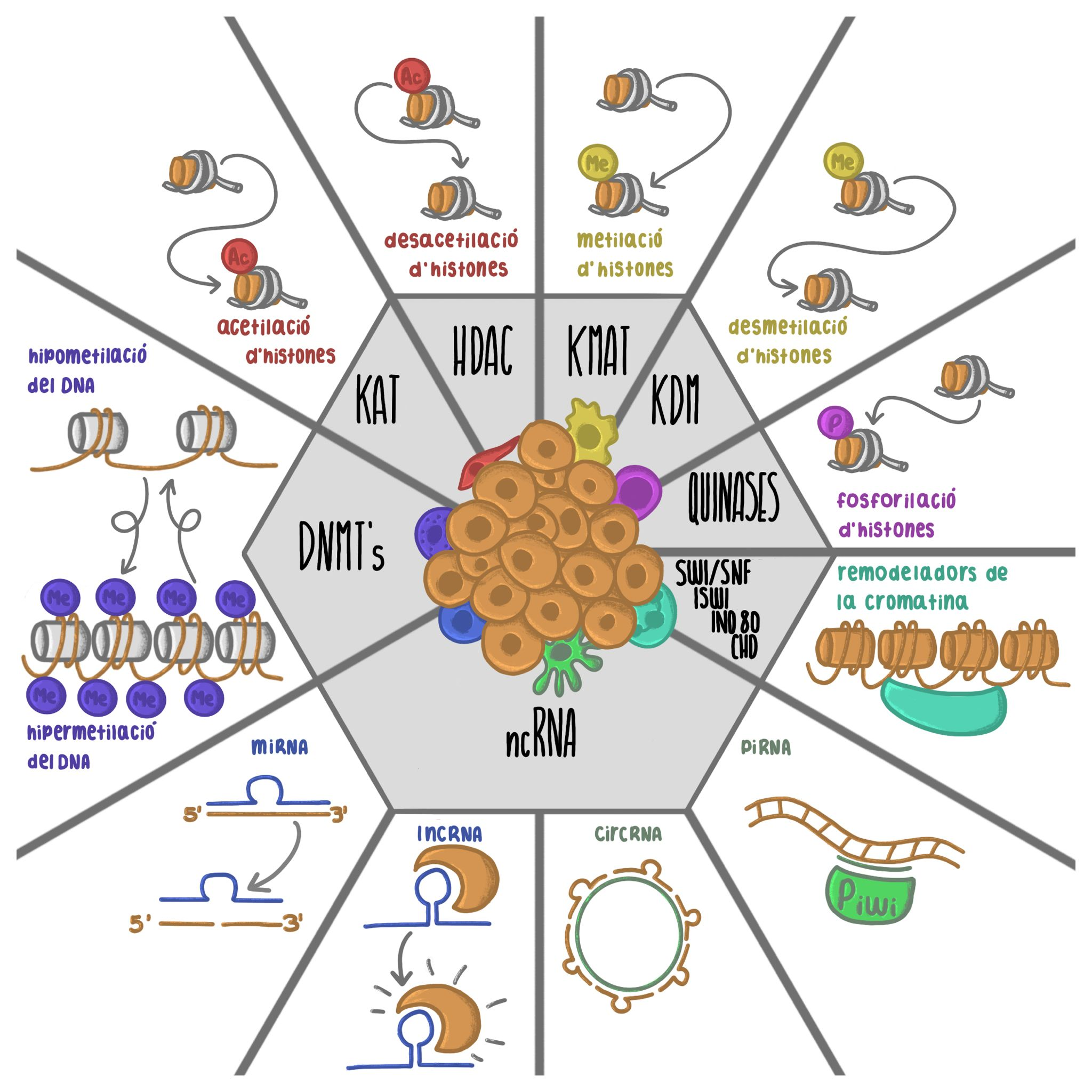
Descripció visual dels mecanismes epigenètics involucrats en el desenvolupament de cèl·lules tumorals.

### Modificació d’histones
En les cèl·lules eucariotes, l'ADN es troba empaquetat en unitats estructurals anomenades nucleosomes, formant la cromatina. Un nucleosoma està compost per 2 conjunts de 4 histones (H2A, H2B, H3 i H4) i l'ADN embolicat al seu voltant. Les modificacions epigenètiques en les histones determinen l'accessibilitat a la cromatina, condensant-la en una estructura més compacta (heterocromatina) o menys compacta (eucromatina).

#### Acetilació i Desacetilació d'histones
L'addició de grups acetils (O=C-CH₃) neutralitza les càrregues positives de les lisines provocant la relaxació del nucleosoma i facilitant l'accés a l'ADN.
Les histones lisines acetiltransferases (KAT) són els enzims responsables d’aquesta modificació. La majoria estan implicades en la transformació neoplàsica i poden estar associades a oncoproteïnes virals. A més, diversos factors oncogènics recluten histones desacetilases (HDAC), les quals contribueixen al silenciament gènic. Les HDAC  tenen la capacitat de revertir l'acetilació i induir així la compactació de la cromatina. 
Sobretot s'ha observat que les acetilacions de la histona H3 poden estar associades amb el grau d'invasivitat del tumor. Per exemple, l'acetilació de la lisina 4 de la histona H3 (H3K4ac) es troba relacionada amb l'activació o inhibició de gens implicats en la proliferació de cèl·lules canceroses.

#### Metilació i Desmetilació d'histones
Les metilacions d'histones millors carcateritzades són aquelles que afecten les cadenes laterals de les lisines.  Algunes d'elles s'associen amb l'activació de gens (H3K4me, H3K36me i H3K79me), mentre que altres es relacionen amb el silenciament (H3K9me, H3K28me i H4K20me). Els enzims implicats són les histones lisina metiltransferasa (KMT). Els enzims antagonistes són coneguts com a histones lisines desmetilases (KDM).
En diversos tipus de tumors malignes mieloides i pacients amb glioblastoma s'ha trobat una inhibició generalitzada de les lisines desmetilases Jumonji. Aquest fet ha portat com a conseqüència un augment perceptible de metilacions en les histones. Així mateix, s'ha trobat en fins a 12 càncers diferents la histona desmetilasa UTX (KDM6A) mutada.

#### Fosforilació d'histones
La fosforilació de les histones es troba implicada en processos cel·lulars com la mitosi, l'apoptosi, la reparació de l’ADN, la replicació i la transcripció. Tanmateix, existeixen llocs específics de fosforilació que es troben implicats en la condensació de la cromatina i esdevenen punts claus per a alterar l'expressió gènica en les cèl·lules tumorals. La fosforilació està controlada per proteïnes quinases.
En diversos tumors malignes s'ha descrit l'amplificació i mutació de l'enzim quinasa JAK2. Aquest fosforila específicament la tirosina 41 de la histona H3 (H3Y41), interrompent la unió del repressor de la cromatina HP1α i activant l'expressió d'oncogens.

### Metilació de l'ADN
La metilació de l'ADN consisteix en l'addició d'un grup metil (-CH3) en la posició 5 d’una citosina produint 5-metilcitosina. Aquesta reacció és catalitzada per les ADN metiltransferases (DNMTs), que empren la S-adenosil metionina (SAM) com donador del grup metil. La metilació es produeix habitualment en dinucleòtids CpG, i s'estima que el 70% dels dinucleòtids CpG a les cèl·lules humanes es troben metilats. Paradoxalment, les illes CpG, seqüències especialment riques en dinucleòtids CpG que es troben en regions promotores, es presenten generalment no-metilades.
Aquest mecanisme regula l'expressió gènica, promovent de manera general una cromatina compactada i silenciada. El desequilibri d'aquest procés contribueix al desenvolupament del càncer.
Una disminució global de la metilació dels dinucleòtids CpG contribueix a la inestabilitat genòmica i, en menor mesura, a l'activació d’oncogens prèviament silenciats. No es coneixen exactament els mecanismes subjacents, però s'ha observat que pot afectar diversos tipus de gens, provocant una gran varietat de conseqüències. Afecta, per exemple, seqüències repetitives (com Sat2 i Satα en càncer de mama), seqüències virals latents (com el virus del papil·loma humà en càncer cervical) i gens específics de teixits (com els gens MAGE en càncer colorectal i melanoma).
Per altra banda, certs gens supressors de tumors queden inactivats a causa de la metilació de les seves regions promotores, fenomen conegut com a hipermetilació, que ha estat caracteritzat com un distintiu crític en moltes cèl·lules canceroses. Les CpG metilades són molt prevalents al càncer, 5-10% dels gens CGIs, en gens del cicle cel·lular (com CDKN2A, involucrat en la progressió de la fase G1), de la reparació de l’ADN (com MLH1 essencial en la reparació de malaparellament) o de l'apoptosi (com la proteïna quinasa-1 que té funció pro-apoptòtica).

### Remodelació de la cromatina
Els remodeladors de la cromatina són complexos proteics que modifiquen els contactes entre l’ADN i les histones emprant energia derivada de l’ATP, alterant l'estructura del nucleosoma. Les principals famílies de remodeladors inclouen: switch/sucrose non-fermentable (SWI/SNF), imitation switch (ISWI), chromodomain helicase DNA-binding (CHD) i  inositol 80 (INO80).
Aquestes proteïnes poden dur a terme una àmplia varietat de funcions, com ara: substituir variants d’histones, compactar la cromatina o desplaçar els nucleosomes per facilitar la transcripció, entre d’altres.  La seva activitat és essencial en la resposta al dany genètic, l'estrès replicatiu, la senescència, i la progressió tumoral. És per això que la desregulació de l'activitat d'aquests complexos pot alterar completament la progressió de les cèl·lules tumorals.

### ARN no codificant
Els ARN no codificants (ncRNA) són molècules que no es tradueixen a proteïnes, però tenen un paper regulador en nombroses funcions cel·lulars. Segons la longitud, forma i localització destaquen els microARN (miRNA), ncARN llarg (lncRNA), ARN circular (circRNA) i ARN que interacciona amb PIWI (piRNA).
Donat que aquests ARN poden regular l'expressió de nombrosos gens relacionats amb la proliferació i creixement cel·lulars, de manera general poden actuar com oncogens o supressors de tumors. Alguns exemples: 
- Els miRNA poden inhibir o afavorir la traducció de transcrits, inclosos els mitocondrials, i augmentar l'expressió gènica.[15] Com ara, miR-126 està sobreexpressat en càncer colorectal i de mama, reduint l’expressió de p53.[14]
- Els lncRNA participen en la localització i activitat de proteïnes, la regulació gènica, el segrest de proteïnes i la formació de complexos de ribonucleoproteics.[15] DIRC3, per exemple, inhibeix la proliferació cel·lular i té una expressió reduïda en melanomes.[14]
- Els circRNA actuen com esponges de miRNA, modulen interaccions entre proteïnes i influeixen en la transcripció, l'estabilitat i la traducció d’mRNA. També poden afectar la localització de proteïnes.[15] Un exemple és circCCDC66, sobreexpressat en càncer colorectal.[16]
- Els piRNA participen en el silenciament transcripcional de transposons i la degradació d'mRNA mitjançant la desadenilació.[15] El piR-823 presenta una expressió reduïda en càncer gàstric.[17]

## Canvis epigenètics de les cèl·lules del microambient tumoral

### El microambient tumoral
El microambient tumoral (MAT) comprèn l'entorn que envolta les cèl·lules canceroses i inclou fibroblasts, cèl·lules immunitàries, endotelials, matriu extracel·lular (MEC) i vasos sanguinis, juntament amb citoquines i factors de creixement.   Aquestes cèl·lules i estructures interactuen dinàmicament entre elles i amb les cèl·lules tumorals. Les modificacions epigenètiques que afecten els diferents components del MAT poden afavorir la progressió tumoral, l'evasió del sistema immunitari i la metàstasi.

### Modificacions epigenètiques en les cèl·lules T: esgotament i disfunció
Les cèl·lules T CD4+ i CD8+ participen en la resposta immunitària antitumoral, però la seva exposició contínua a antígens en el microambient tumoral redueix la seva capacitat de resposta i les condueix a un estat d'esgotament. Aquest esgotament no és només resultat de l'estimulació constant, sinó que també és facilitat per modificacions epigenètiques que afecten gens inhibidors com PD-1, CTLA-4 i LAG-3, bloquejant la funció citotòxica de les cèl·lules T. El factor de transcripció TOX reforça aquest esgotament mitjançant la remodelació de la cromatina, l'acetilació d'histones i la metilació de l'ADN, promovent la disfunció de les cèl·lules T.

### Reprogramació epigenètica de fibroblasts associats al càncer
Els fibroblasts del MAT també poden reprogramar-se, convertint-se en fibroblasts associats al càncer (CAF). Aquest canvi està mediat per factors com TGF-β i per modificacions epigenètiques, com ara la desacetilació d'histones. Els CAF augmenten la producció de components com el col·lagen, incrementant la rigidesa de la MEC i afavorint la invasió tumoral.

### Epigenètica de l'angiogènesi en el microambient tumoral
L’'angiogènesi és fonamental en la progressió tumoral, ja que permet la formació de nous vasos sanguinis que subministren oxigen i nutrients al tumor. Aquest procés està regulat per mecanismes epigenètics que modulen l'expressió de gens proangiogènics i dels seus receptors en les cèl·lules endotelials del microambient tumoral.
El gen VEGF (vascular endothelial growth factor) pot ser regulat per metilació de l'ADN en la seva regió promotora i per modificacions d'histones induïdes per petits ARN no codificants, afectant així el seu nivell de transcripció. Igualment, els seus receptors VEGFR1 i VEGFR2 també estan subjectes a regulació epigenètica, cosa que pot afavorir una angiogènesi aberrant, característica de tumors agressius.
Un exemple és el silenciament del gen HOXA5 per hipermetilació, que incrementa la formació de vasos i s’ha observat en càncer colorectal. El gen HOXA5 regula gens com VEGFR2, trombospondina-2 i ephrin-A1, i la seva inactivació també pot deure's a desmetilases d'histones com JARID1B o a la interferència de lncRNAs.

### Regulació epigenètica del metabolisme tumoral i l'adaptació a l'estrès
En el microambient tumoral, les cèl·lules canceroses s’adapten a condicions com la hipòxia, l'estrès oxidatiu o l'acumulació de proteïnes malplegades mitjançant reprogramacions funcionals. Una d'aquestes és l'efecte Warburg, pel qual les cèl·lules tumorals prioritzen la glucòlisi aeròbica per davant de la fosforilació oxidativa, fins i tot en presència d’oxigen. Aquesta reprogramació, que afavoreix una producció ràpida d’energia i metabòlits, està influïda per modificacions epigenètiques que regulen gens associats al metabolisme i a l'estrès.
Un exemple clar és la hipermetilació del gen SVIP, un regulador negatiu de la via de degradació associada al reticle endoplasmàtic (ERAD). El seu silenciament, freqüent en tumors, afavoreix un perfil metabòlic més glucolític, amb menor activitat mitocondrial i major dependència de la glucosa. Això s’associa a un augment de transportadors com GLUT1, enzims glucolítics (HK1) i una reducció en el consum d’oxigen. La restauració de SVIP reverteix aquest patró, reactivant la respiració mitocondrial i reduint la producció de lactat.
A més, factors com HIF-1α, clau en condicions d'hipòxia, estan regulats per metilacions de l’ADN, modificacions d'histones i ARN no codificants. La hipermetilació del gen VHL, que normalment degrada HIF-1α, afavoreix la seva acumulació i l'activació de gens que permeten l'adaptació a entorns amb baixa disponibilitat d’oxigen.

## Teràpies orientades a l'epigenoma del càncer
L'estudi de l'epigenoma ha ajudat a desenvolupar inhibidors epigenètics orientats a la teràpia contra el càncer. Alguns d'ells aprovats per la Food and Drug Administration (FDA) i d'altres en assaigs clínics.

### Teràpies aprovades: Inhibidors dirigits contra reguladors essencials comuns de la cromatina
Les teràpies principals les conformen els inhibidors de molècules petites dirigides, majoritàriament, a neoplàsies hematopoètiques:
Inhibidors de les ADN-metiltransferases (DNMT): Útils per tractar la síndrome mielodisplàstica (SMD), la leucèmia mieloide aguda (LMA) i, en combinació amb inhibidors d’HDAC, ofereix resultats terapèutics superiors. Destaca l’Azacitidina que perllonga el temps de supervivència, Vorinostat, Romidepsina, Belinostat en limfomes de cèl·lules T i Panobinostat per al mieloma múltiple.
Inhibidors de les histones desacetilases modificadores de la cromatina (HDAC): Redueixen la progressió d'una forma aguda de leucèmia mieloide com és el cas de TNG260 capaç de contrarestar el grau de toxicitat.
Inhibidors del gen BRD4 (proteïna d’unió a la cromatina acetil-lisina): Indicats en carcinomes NUT de línia mitja.

### Altres teràpies epigenètiques
| DIANA TERAPÈUTICA                                   | FAMILIA                                                       | MECANISME D’ACCIÓ                                          | FÀRMACS DISPONIBLES I INDICACIONS |
| Letalitat sintètica dels reguladors de la cromatina | Inhibidors d’EZH2 (Enhancer of Zeste Homolog 2)               | Inhibició de la metilació de la histona H3                 | Tazemetostat: Limfoma fol·licular mutant EZH2, sarcomes epitelioides. Valemetostat: Leucèmia, limfoma de cèl·lules T recidivant en adults. |
| Complexes oncoproteics                              | Inhibidors de KMT (Metiltransferases de lisines)              | Inhibició de la metilació d’histones                       | Pinometostat: Leucèmia amb translocació MLL. Revumenib: Leucèmia aguda amb translocació KMT2A-r. Inhibidors de menina: LMA. EZH2+Inhibidors de menina: Sinergia a leucèmies agudes. |
| Gens no essencials de la transcripció               | Inhibidors de KAT (Acetiltransferases de lisines)             | Bloqueig de l’acetilació d’histones                        | Inobrodib: Mieloma múltiple, limfoma no-Hodgkin, LMA. FT-7051: Càncer pròstata metastàtic resistent a castració. PF-07248144: Càncer mama ER+ i HER-2 negatiu metastàtic. PROTAC: Càncer de mama triple negatiu. |
| Gens no essencials de la transcripció               | Inhibidors d’LSD1 (Lisina demetilasa 1)                       | Desmetilació d’histones                                    | Ladademstat: Tumors plàstics neuroendocrins, leucèmia, CPC. Càncer de pròstata en estudi. Bomedemstat: Mielofibrosi, policitèmia vera, CPCP, LMA. |
| Reprogramació no genètica i plasticitat             | Inhibidors de BET (Bromodomain and Extra-Terminal domain)     | Bloqueig de la interacció entre proteïnes BET i cromatina. | (+)-JQ1: Carcinoma de línia mitja NUT, LMA, limfoma de Burkitt, mieloma múltiple, neuroblastoma, medul·loblastoma, adenocarcinoma de pulmó. Molibresib: Carcinoma NUT i altres tumors sòlids. Birabresib: Carcinoma NUT, càncer de mama triple negatiu, glioblastoma, LMA.                                                               |
| Teràpies pre-clíniques emergents                    | Inhibidors de PRC1 (Polycomb Repressive Complex 1)            | Interferència amb l’ubiquitinització de la histona H2A.    | Inhibidors de RING1: Càncer de mama, de pròstata i leucèmia. Càncer de colon, pulmó i ovari en investigació. Inhibidors d’USP7: Tumors sensibles a respostes immunitàries. |
| Teràpies pre-clíniques emergents                    | Inhibidors del domini YEATS d’ENL (Eleven-Nineteen Leukemia)  | Interferència en la interacció d’ENL amb la cromatina.     | TDI-11055: LMA amb translocació KMT2A-r. SGC-iMLLT: LMA amb translocació MLL. |
| Teràpies pre-clíniques emergents                    | Inhibidors d’ASH1L (metiltransferasa 2H específica de lisina) | Interferència en la metilació de la histona H3K36.         | AS-99: Leucèmia amb translocació MLL. AS-254s: Leucèmia amb translocació MLL1-r. Vorinostat + MIBG: Limfoma cutani de cèl·lules T recidivant. En estudi per neuroblastomes. |
| Teràpies pre-clíniques emergents                    | Inhibidors de JAK2 (cinasa Janus 2)                           | Interrupció de la fosforilació d’STAT.                     | Lenalidomida i derivats naturals: Mieloma múltiple, SMD, limfoma de cèl·lules del mantell, limfoma fol·licular. Ruxolitinib: Mielofibrosi, policitèmia vera, SMD, leucèmia de cèl·lules T de l’adult, carcinoma escamós. Baricitinib: Aplicació oncològica en desenvolupament. Pacritinib: Mielofibrosi. Altres càncers en investigació. |